# روجر كولينز
روجر كولينز (بالإنجليزية: Roger Collins)‏ هو مختص في الدراسات القروسطية ‏ ومؤرخ بريطاني، ولد في 2 سبتمبر 1949.